# Rádio MEC
Rádio MEC é uma emissora de rádio brasileira sediada no Rio de Janeiro, capital do estado homônimo. Opera no dial AM, na frequência 800 kHz, e pertence ao grupo de rádios da Empresa Brasil de Comunicação. Também possui repetidoras da sua programação em Brasília no DF na frequência AM 800 KHz e em FM na banda estendida na frequência 87,1 MHz. Sua programação é voltada para músicas do gênero MPB.

## História

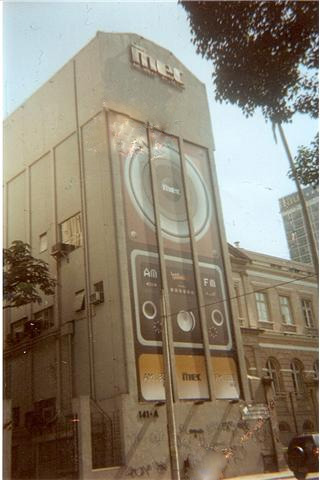
Fachada da sede da emissora no centro do Rio de Janeiro em julho de 2008.

A Rádio MEC descende da Rádio Sociedade do Rio de Janeiro, fundada em 1923, por Roquette-Pinto, Henrique Morize e outros membros da Academia Brasileira de Ciências e da sociedade da época. Como, naquela época, o modelo de programação mais próximo do que pretendiam botar no ar era a programação das agremiações lítero-musicais, movidas a palestras e recitais, a Rádio Sociedade do Rio de Janeiro constitui-se como uma agremiação desse tipo — com o diferencial de que podia irradiar os seus saraus.
Durante seus 13 anos de existência, a emissora manteve uma programação eminentemente "cultural", e, demonstrando que cultura também "educa", "ensinou" poesia, literatura e ciência e "educou" ouvidos para a música de concerto. O rádio brasileiro foi um dos principais responsáveis pela unificação linguística do país[carece de fontes?]. Assim, apesar de transmitir uma programação cultural, a Rádio Sociedade também foi o berço da ideia do rádio educativo — uma ideia que amadureceu enquanto Roquette-Pinto era seu diretor, e que estava pronta, quando ele doou a estação ao governo.
Em 1936, a nova lei de comunicações exigiu que todas as estações aumentassem a potência de seus transmissores e, Roquette-Pinto, que dirigia a descapitalizada Rádio Sociedade, descartando a possibilidade de buscar capital na praça e tornar-se um empresário do ramo das comunicações, preferiu doar a emissora ao, então, Ministério da Educação e Cultura. Mas impôs as condições de que a rádio transmitisse apenas programação educativa/cultural e não fizesse proselitismo de qualquer espécie – comercial, político ou religioso. Tal compromisso, assumido através de ato jurídico perfeito, foi mantido até 1995, quando, logo no início de seu governo, Fernando Henrique Cardoso desvinculou a Rádio daquele ministério e colocou-a, junto com a TVE — atual TV Brasil —, sob a tutela da Secretaria de Comunicação da Presidência da República.
A Rádio Ministério da Educação e Saúde, depois Rádio Ministério da Educação e Cultura e hoje Rádio MEC, é uma rádio de resistência cultural, e tem prestado um inestimável serviço. Uma legião de ilustres colaboradores produziu, ao longo de 7 décadas, uma programação única. Produtores, músicos, escritores, radioatores, poetas e jornalistas como Cecília Meireles, Carlos Drummond de Andrade e Manuel Bandeira, Fernanda Montenegro e Fernando Torres, Sergio Viotti, Otto Maria Carpeaux, Edna Savaget, Nestor de Holanda, Francisco Mignone, Alceo Bocchino, Edino Krieger, Marlos Nobre, Carlos Eduardo Prates, Paulo Santos, entre muitos outros.
Em 5 de julho de 2019, o colunista Lauro Jardim, do O Globo, publicou em sua coluna na versão online do jornal que a EBC pretendia extinguir a Rádio MEC devido a um enxugamento nos gastos da empresa. O encerramento da emissora se daria no dia 31, porém, no dia 17, Jardim divulga a revogação da decisão, que ocorreu devido a um processo onde a empresa descartou o fechamento de qualquer rádio.